# Alstom Coradia

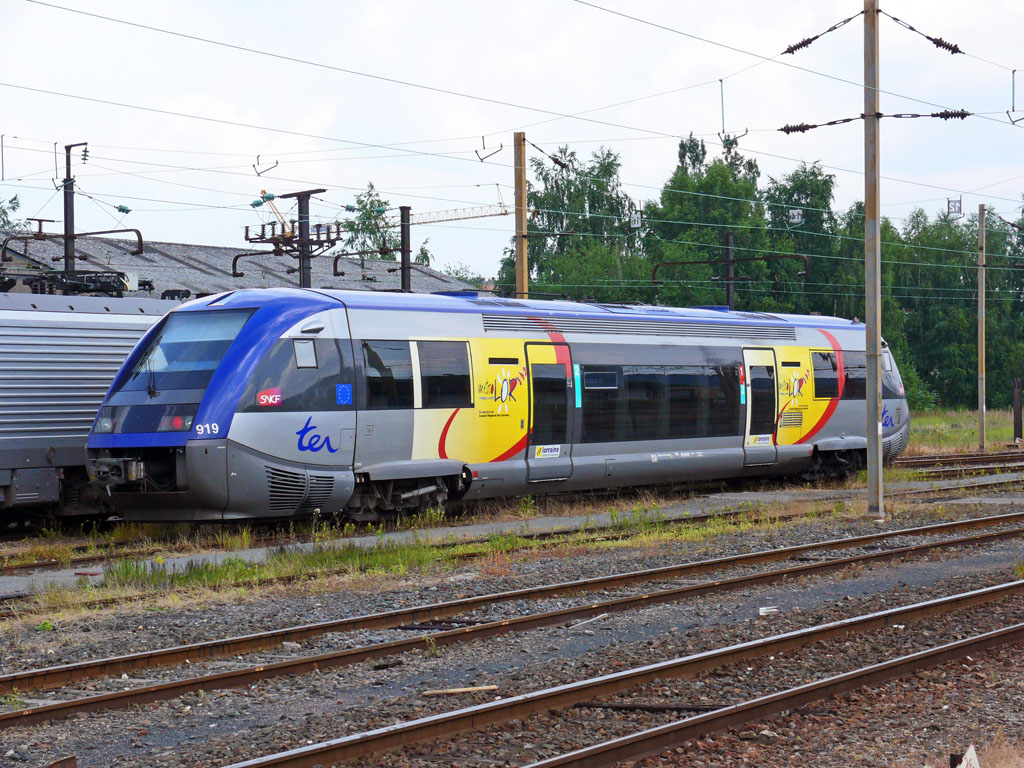
Un Alstom Coradia del TER Lorraine.

Coradia è il nome commerciale che contraddistingue una famiglia di treni automotrici non scomponibili prodotti da Alstom, di cui esistono varie versioni in circolazione in diversi Paesi europei (Danimarca, Francia, Germania, Italia, Paesi Bassi e Svezia); i treni sono disponibili in versione mono o multicassa, a uno o a due livelli, con propulsione diesel (autotreno), elettrica (elettrotreno) o ibrida/bimodale e in versione regionale (da 160 km/h) e intercity (da 200 km/h).
A maggio del 2022 Construcciones y Auxiliar de Ferrocarriles ha annunciato l'acquisto della piattaforma di materiale rotabile Coradia Polyvalent di Alstom e dello stabilimento di produzione di Alstom situato a Reichshoffen.

## Treni

### Coradia 1000
Il Coradia 1000 è un modello di autotreno in servizio dal 2000 nel Regno Unito. La gamma Coradia 1000 si compone di due sottoclassi: Class 175 (27 treni regionali da 2 e 3 carrozze) e Class 180 Adelante (14 treni intercity da 5 carrozze, da 125 mph (201 km/h)). La famiglia 1000 è collegata alla serie successiva Juniper di elettrotreno.
| FNW       | FGW       |
| Class 175 | Class 180 |

### Coradia A TER

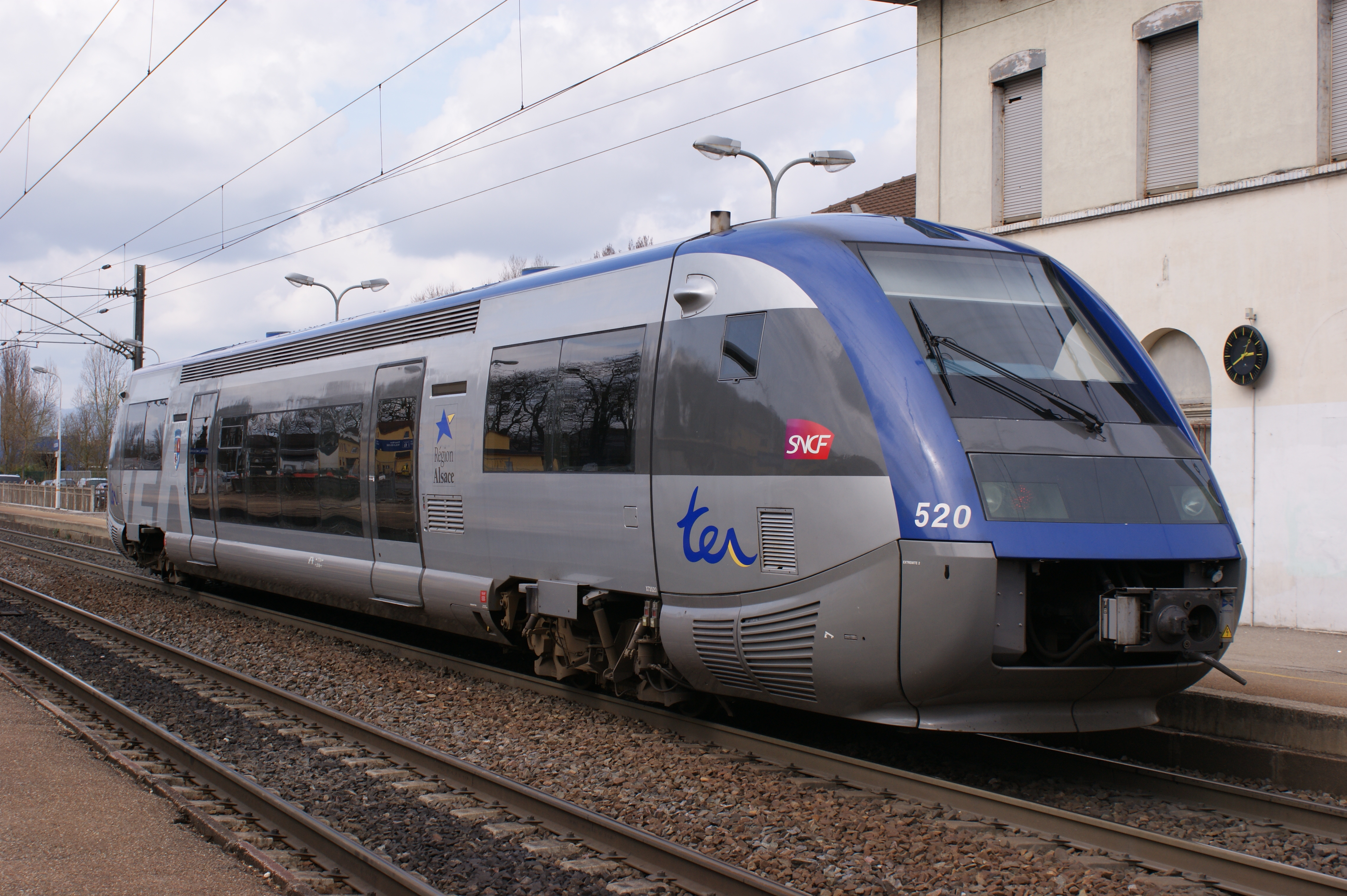
Un Coradia A TER francese

Il Coradia A TER è un modello di autotreno monocarrozza sviluppato a partire dal 1996 da Alstom DDF e Alstom Transport Deutschland nel contesto di una cooperazione tra la SNCF e la Deutsche Bahn. Questi autotreni da 64 posti a sedere sono motorizzati da due motori diesel MAN.
Tra il 1999 e il 2005, 377 Coradia A TER sono stati messi in servizio in Francia, Germania e Lussemburgo.
| SNCF    | CFL        | DB     |
| X 73500 | Série 2100 | VT 641 |
| X 73900 |            |        |

### Coradia Civia

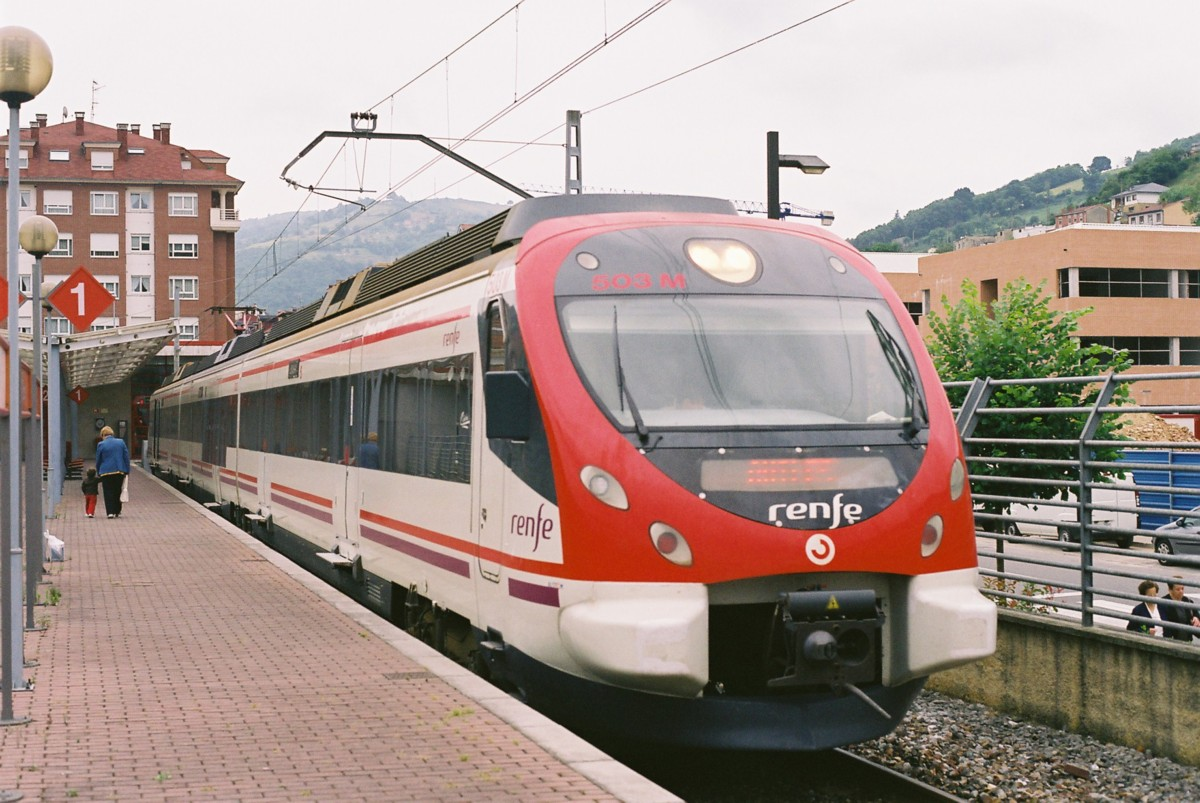
Un Coradia "Civia" spagnolo

Il Coradia Civia IV è la quarta versione del treno regionale "Civia" della Renfe. Sono stati prodotti vari treni da 2 a 5 carrozze. Sono costruiti in alluminio.
| Renfe     |
| Serie 462 |
| Serie 463 |
| Serie 464 |
| Serie 465 |

### Coradia Continental

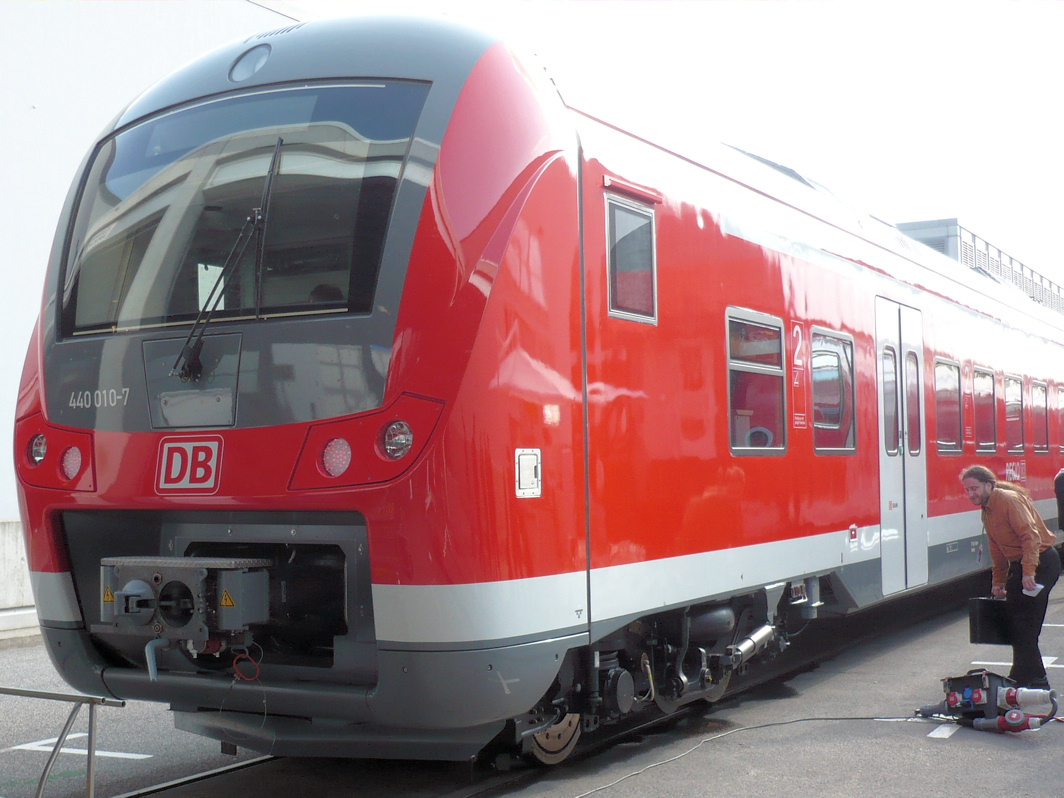
Un Coradia Continental della Deutsche Bahn.

Il Coradia Continental è elettrotreno, basato sul Coradia Lirex, in servizio nelle ferrovie regionali tedesche. Il sistema di regolazione della trazione è collocato sul tetto dei veicoli. I Coradia Continental esistono in versione dalle 3 alle 6 casse per una lunghezza totale da 58 a 107 metri. Dal 2008, la Alstom Transport Deutschland di Salzgitter ha consegnato 350 treni a diversi operatori ferroviari tedeschi.
| DB Regio | Agilis | NWB   | Enno Metronom | ENM VMS | HLB    |
| 440.x    | 440.x  | 440.x |               |         |        |
| 441.x    | 441.x  | 441.x |               |         |        |
| 841.x    |        | 841.x |               |         |        |
| 1440.x   |        |       | 1440.x        | 1440.x  | 1440.x |
| 1441.x   |        |       | 1441.x        | 1441.x  | 1441.x |

### Coradia Duplex

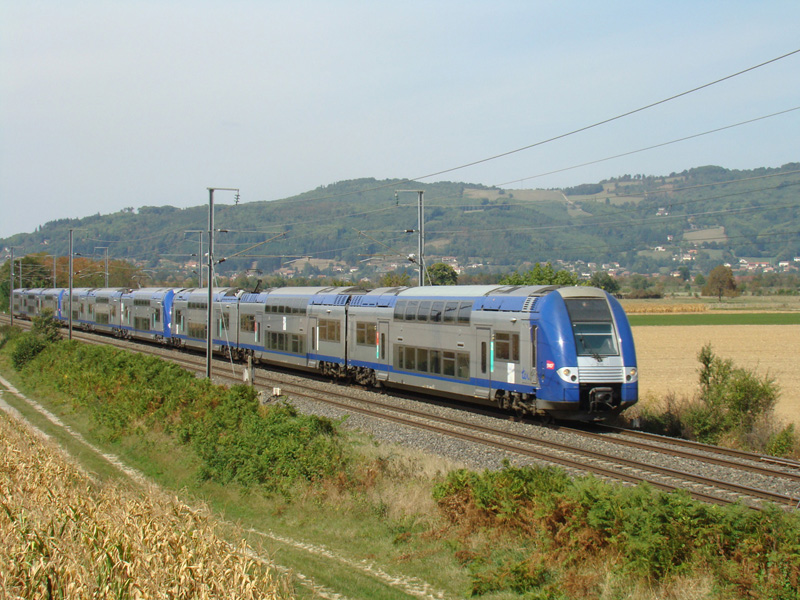
Un Coradia Duplex "Z 24500" francese.

Il Coradia Duplex è un modello di automotrice e due piani, sviluppato dal 2000 inizialmente per la SNCF e costruito, in partenariato con Bombardier, per dei treni destinati alla Francia e al Lussemburgo. La composizione del Coradia Duplex è modulare, da 2 a 5 carrozze (da 54,7 metri a 186,7 metri), per offrire fino a 502 posti a sedere. Questa modularità è permessa dalla motorizzazione ripartita: ogni carrozza è motorizzata da un carrello bimotore.
Tra il 2004 e il 2010, 276 Coradia Duplex sono entrati in servizio: 223 unità assemblate a Valenciennes e consegnate in Francia (211 treni, soprannominate "TER 2N NG") e Lussemburgo (22 treni "série 2200") e 43 unità assemblate a Salzgitter e consegnate in Svezia ("X40").
La SNCF ha ordinato 211 treni "TER 2N NG" ("TER" per treno regionale espresso, "2N" per due livelli e "NG" per nuova generazione): 145 treni a 3 carrozze, 42 treni a 4 carrozze e 24 treni a 5 carrozze. Il "CFL série 2200" è stato consegnato alla CFL in 22 treni da 3 carrozze ciascuno.
L'X40 è il primo treno a due livelli in servizio in Svezia, è stato consegnato alla SJ in 16 treni da 2 carrozze e 27 treni da 3 carrozze, per una capacità rispettivamente di 180 e 288 posti a sedere e una velocità massima di 200 km/h.
| SNCF    | CFL        | SJ  |
| Z 24500 | Série 2200 | X40 |
| Z 26500 |            |     |

### Coradia Juniper

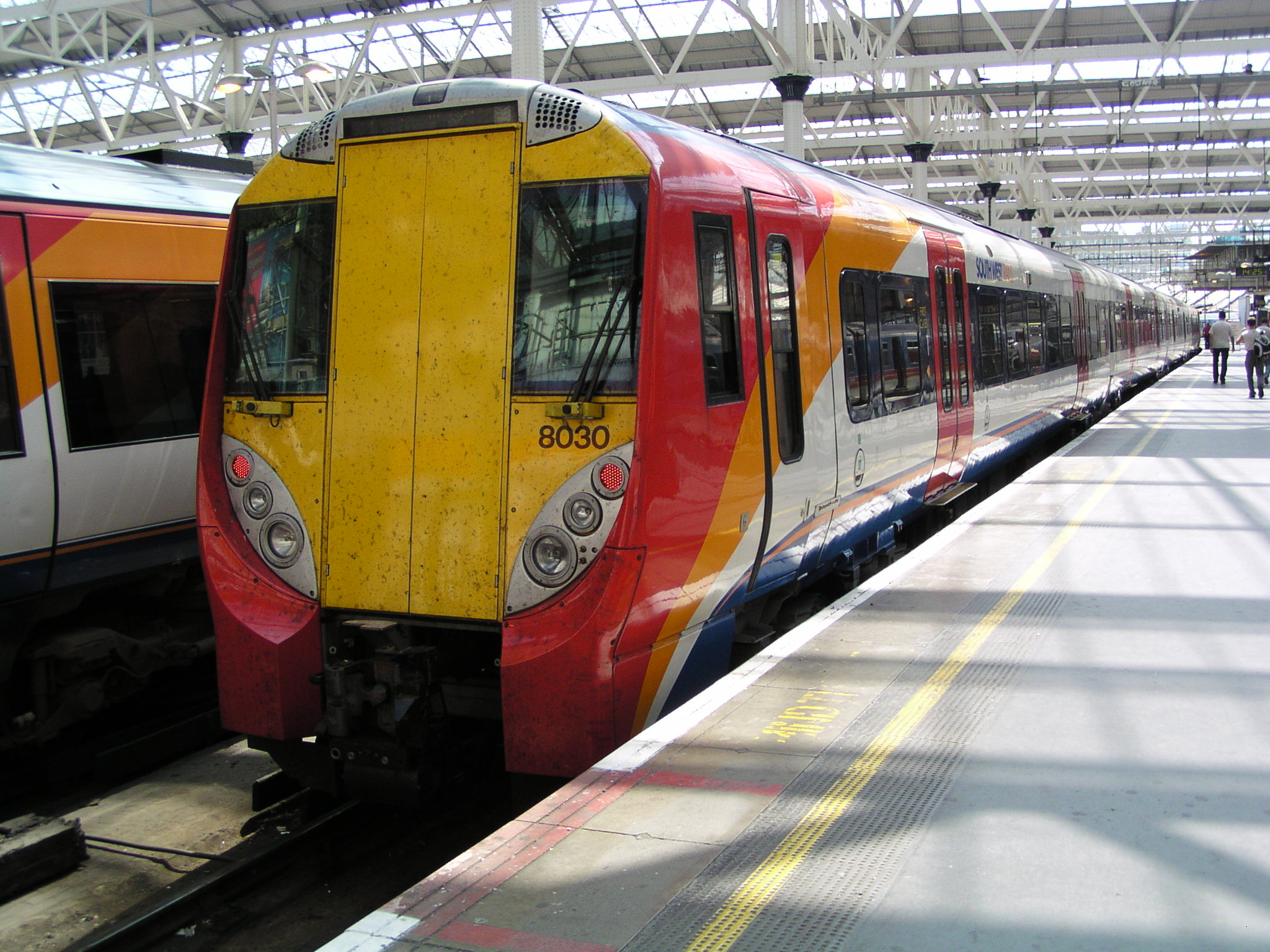
Un Coradia Juniper "Class 458" della South West Trains.

Il Coradia Juniper è una famiglia di elettrotreni costruita da Alstom Transport Birmingham per l'utilizzo sulla rete ferroviaria nel Regno Unito. La famiglia Juniper è collegata alla serie precedente Coradia 1000 di unità multiple diesel (Class 175 e Class 180).
I treni sono stati prodotti in tre classi: class 334 (40 convogli da 3 carrozze), class 458 (30 convogli da 4 carrozze) e class 460 (8 convogli da 8 carrozze).
Al 2018, ci sono due tipi in servizio con vari operatori ferroviari, con un totale di 76 unità in servizio (36 classi 458 e 40 classi 334). Tutte le 8 unità della classe 460 sono state convertite in classe 458/5, per creare (insieme alle 30 unità da 4 carrozze della classe 458/0) 36 unità classe 458/5 da 5 carrozze per South Western Railway.
| Abellio ScotRail | South Western Railway | Gatwick Express |
| Class 334        | Class 458             | Class 460       |

### Coradia Liner

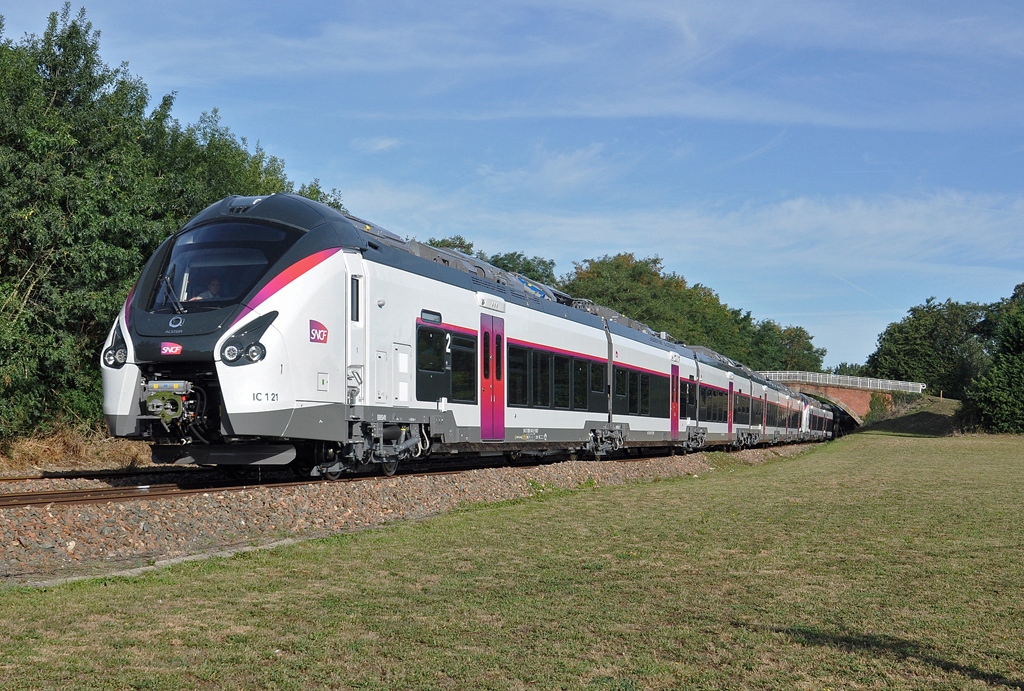
Un Coradia Liner Intercités della SNCF.

Il Coradia Liner è la versione Intercités del Coradia Polyvalent, ordinata dalla SNCF nel contesto della sostituzione delle carrozze SNCF tipo Corail utilizzate sui treni d'equilibrio del territorio convenzionati dallo Stato. Le prime consegne hanno avuto luogo nel 2016. I treni sono proposti da Alstom anche in una versione da 200 km/h.
Il raggruppamento "Hello Paris", formato da Keolis e RATP Dev, ha scelto il Coradia Liner per utilizzarlo sul futuro CDG Express.
| SNCF    | Hello Paris |
| B 85000 | da definire |

### Coradia LINT

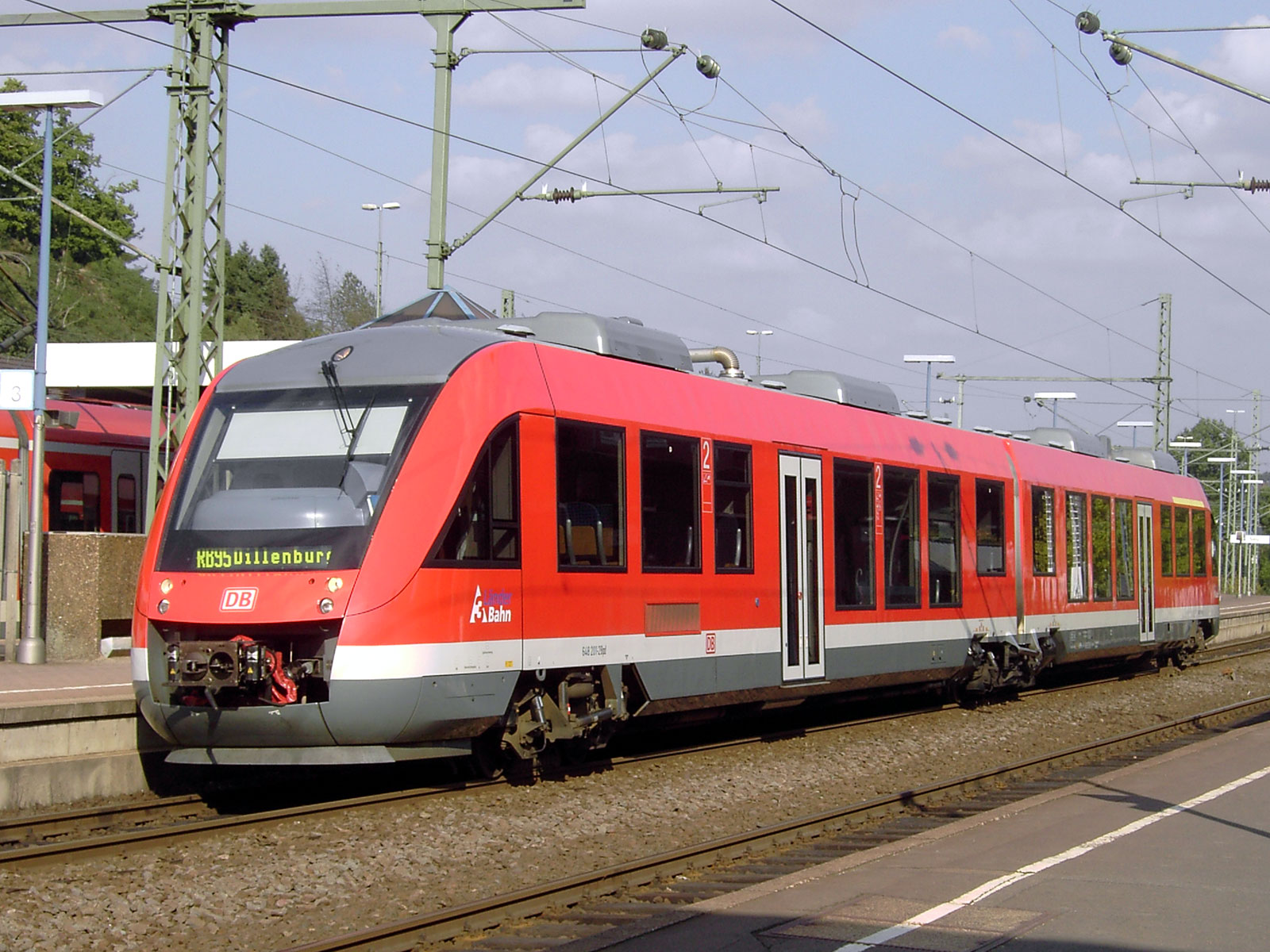
Un Coradia-LINT LINT 648 201 tedesco

Il Coradia LINT (abbreviazione di Leichter Innovativer Nahverkehrstriebwagen, automotrice per servizio regionale leggera e innovativa) è il mome di una famiglia di treni regionali modulari a pianale basso, sviluppata da Linke-Hofmann-Busch di Salzgitter (poi assorbita da Alstom e diventata Alstom Transport Deutschland).
I modelli sono denominati in funzione della loro lunghezza:
- LINT 27 (automotrice a una cassa, lunghezza di 27,26 m);
- LINT 41 (autotreno articolato a due casse, lunghezza di 41,89 m);
- LINT 54 (autotreno a due elementi, lunghezza di 54,27 m);
- LINT 81 (autotreno a tre elementi, lunghezza di 80,92 m).

Dal 1999, più di 77 mezzi della gamma LINT sono stati assemblati nello stabilimento di Salzgitter. Dal LINT deriva la gamma Meridian.
Nel 2016, Alstom ha presentato l'iLint, una versione del LINT 54 funzionante a idrogeno. Il primo esemplare è stato consegnato nel 2018.
| DB                       | Abellio                 | Arriva  | vlexx         | Lokaltog | OC Transpo |
| LINT 27 - 640            |                         |         |               |          |            |
| LINT 41 - 648, 1648, 623 | LINT 41 - VT 11, 12, 13 | LINT 41 |               | LINT 41  | LINT 41    |
| LINT 54 - 622            |                         |         | LINT 54 - 622 |          |            |
| LINT 81 - 620            |                         |         | LINT 81 - 620 |          |            |

### Coradia Lirex

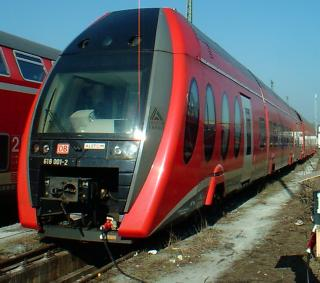
Il Coradia LIREX DB-Baureihe 618

Il Coradia LIREX (abbreviazione di Leichter, innovativer Regionalexpress) è il mome di una famiglia di treni regionali modulari a pianale basso, sviluppata da Alstom Transport Deutschland di Salzgitter (ex Linke-Hofmann-Busch).
Il primo treno a 6 carrozze, rimasto un prototipo, fu il LIREX DB-Baureihe 618, prodotto nel 2000 per la DB. In seguito dal "LIXER" furono derivate le linee Coradia Nordic, Coradia Continental e Coradia Polyvalent.

### Coradia Meridian
I Coradia Meridian sono treni regionali –derivati dai treni Minuetto per aumento del numero di casse e potenzamento del sistema di trazione  – sviluppati per il mercato italiano. Alla famiglia appartengono le seguenti versioni:
- Versione ELT 200, acquistata da Ferrotramviaria
- Versione ETi 400, acquistata da Trentino Trasporti
- versione ALe/ALn 501-502, acquistata dalla Ferrovia Centrale Umbra (soprannominata Pintoricchio, recentemente ceduti a Trenitalia[4]), dalla Ferrovia Sangritana (soprannominata Lupetto), dal Gruppo Torinese Trasporti (soprannominata TTR-Treno Trasporto Regionale, anch'essi ceduti a Trenitalia[5]), da La Ferroviaria Italiana (soprannominata Elfo), da Trenitalia (soprannominata Minuetto) e dalla provincia autonoma di Trento;
- versione CSA (ETR 245), acquistata da LeNord e poi in uso presso Trenord;
- versione ETR 234[6] acquistata da GTT e in servizio dal 2014[7], recentemente ceduti a Trenitalia[8];
- versioni ETR 324, ETR 425 ed ETR 526 acquistati da Trenitalia (soprannominate Jazz), Ferrovienord[9] (in uso a Trenord[10]) e TFT, in servizio dal 2014. La commessa prevede la configurazione rispettivamente su 4, 5 o 6 casse per convoglio in base alla destinazione d'uso degli stessi e al committente[11]. Le varie versioni prevedono una diversa disposizione dei posti[12]:
  - TI, 5 casse, Base: 290 seduti + 117 in piedi
  - TI, 5 casse, Aeroportuale: 253 seduti + 158 in piedi
  - TI, 5 casse, Metropolitano: 253 seduti + 215 in piedi
  - TI, 4 casse, Regio Express: 202 seduti + 145 in piedi
  - FN, 5 casse: 250 seduti + 177 in piedi
  - FN, 6 casse: 302 seduti + 209 in piedi
  - TT, 6 casse: 302 seduti + 209 in piedi
  - TFT, 5 casse, 290 seduti + 117 in piedi

Lo stile degli interni è curato da Bertone Design.
| Trenitalia           | Trenord                  | FCU                  | Sangritana        | GTT           | TFT          | TT             | Ferrotramviaria |
| ALe 501-502 Minuetto |                          | TRU "Pintoricchio" * | ETR/S03 "Lupetto" | TTR 001-019 * | ETT "Elfo"   |                |                 |
| ALn 501-502 Minuetto |                          |                      |                   |               |              | MD-Tn Minuetto |                 |
| ETR 234              |                          |                      |                   | ETR 234 *     |              |                |                 |
|                      | ETR 245 / EA 720-721 CSA |                      |                   |               |              |                |                 |
| ETR 324 Jazz         |                          |                      |                   |               |              |                |                 |
| ETR 425 Jazz         | ETR 425                  |                      |                   |               | ETR 425 Jazz |                |                 |
|                      | ETR 526                  |                      |                   |               |              | ETR 526        |                 |
|                      |                          |                      |                   |               |              | ETi 400        |                 |
|                      |                          |                      |                   |               |              |                | ELT 200         |

* ceduti a Trenitalia

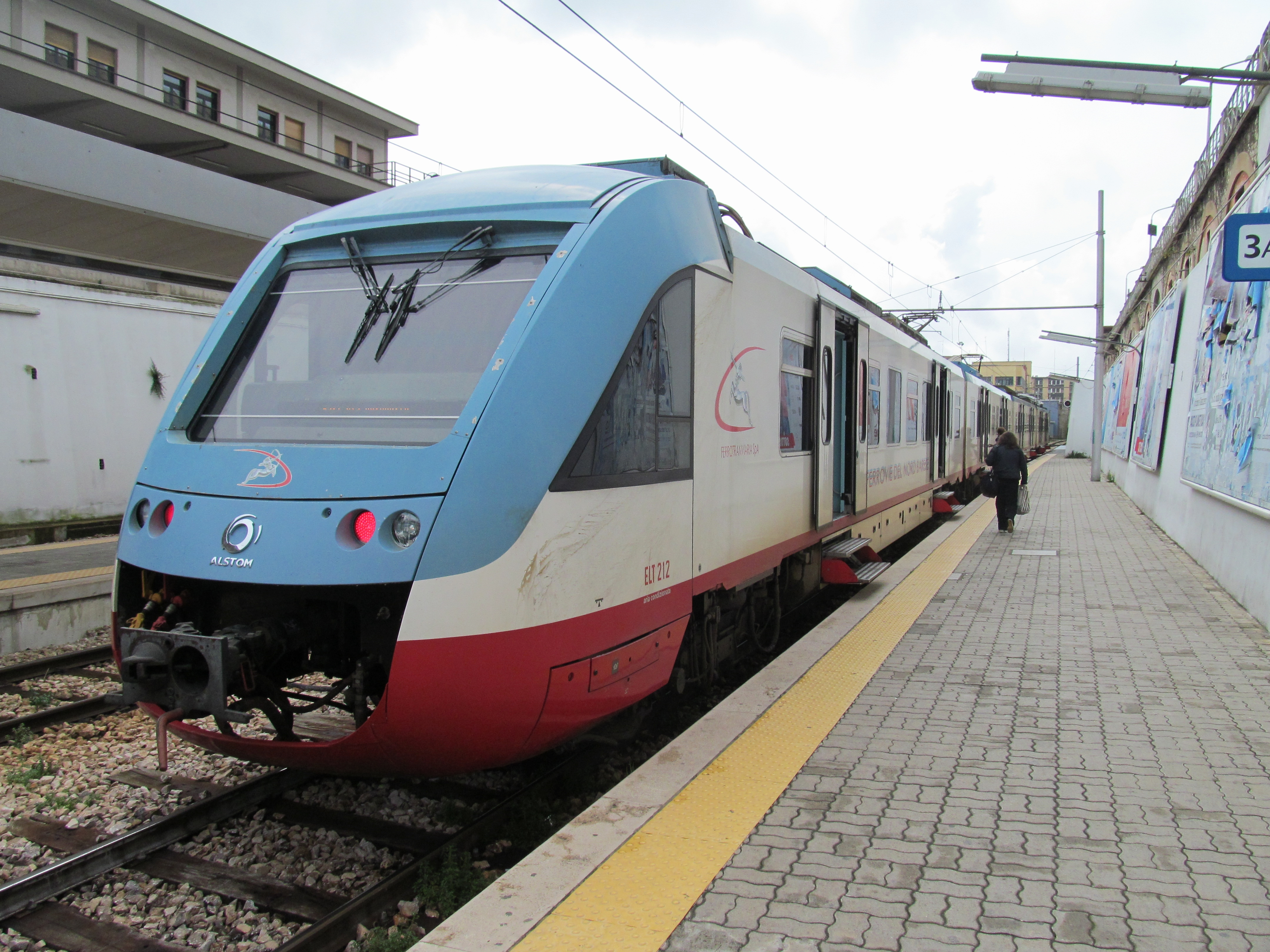
Elettrotreno FT ELT 200
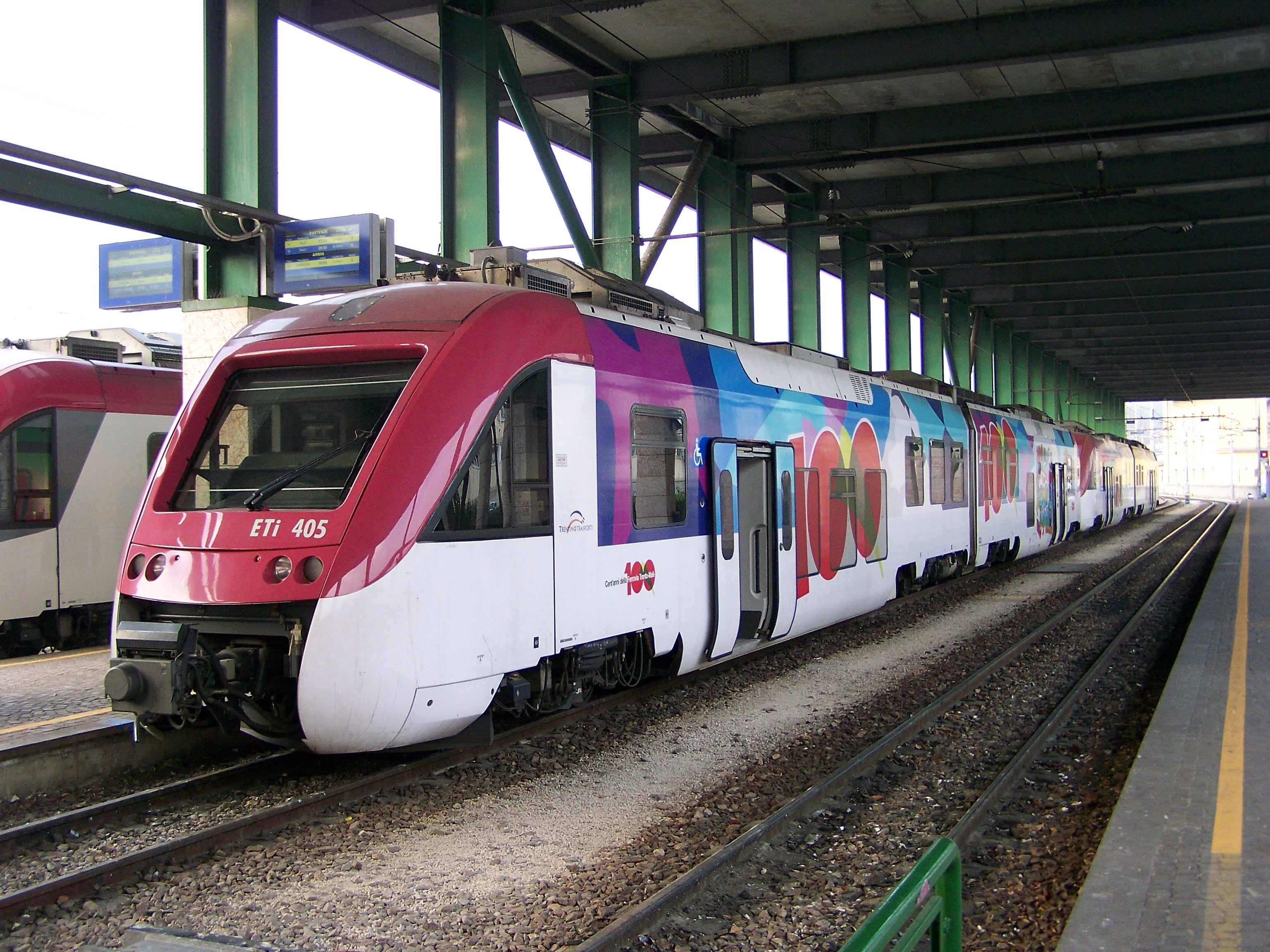
Elettrotreno TT ETi 400
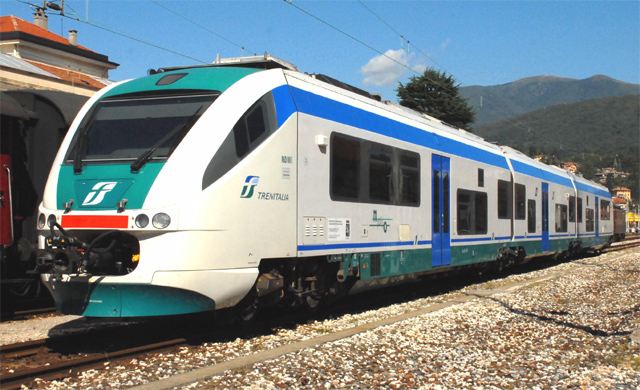
Coradia Meridian "Minuetto"
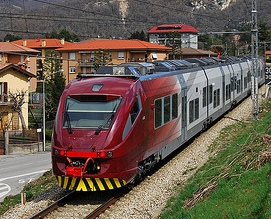
Coradia Meridian "CSA"
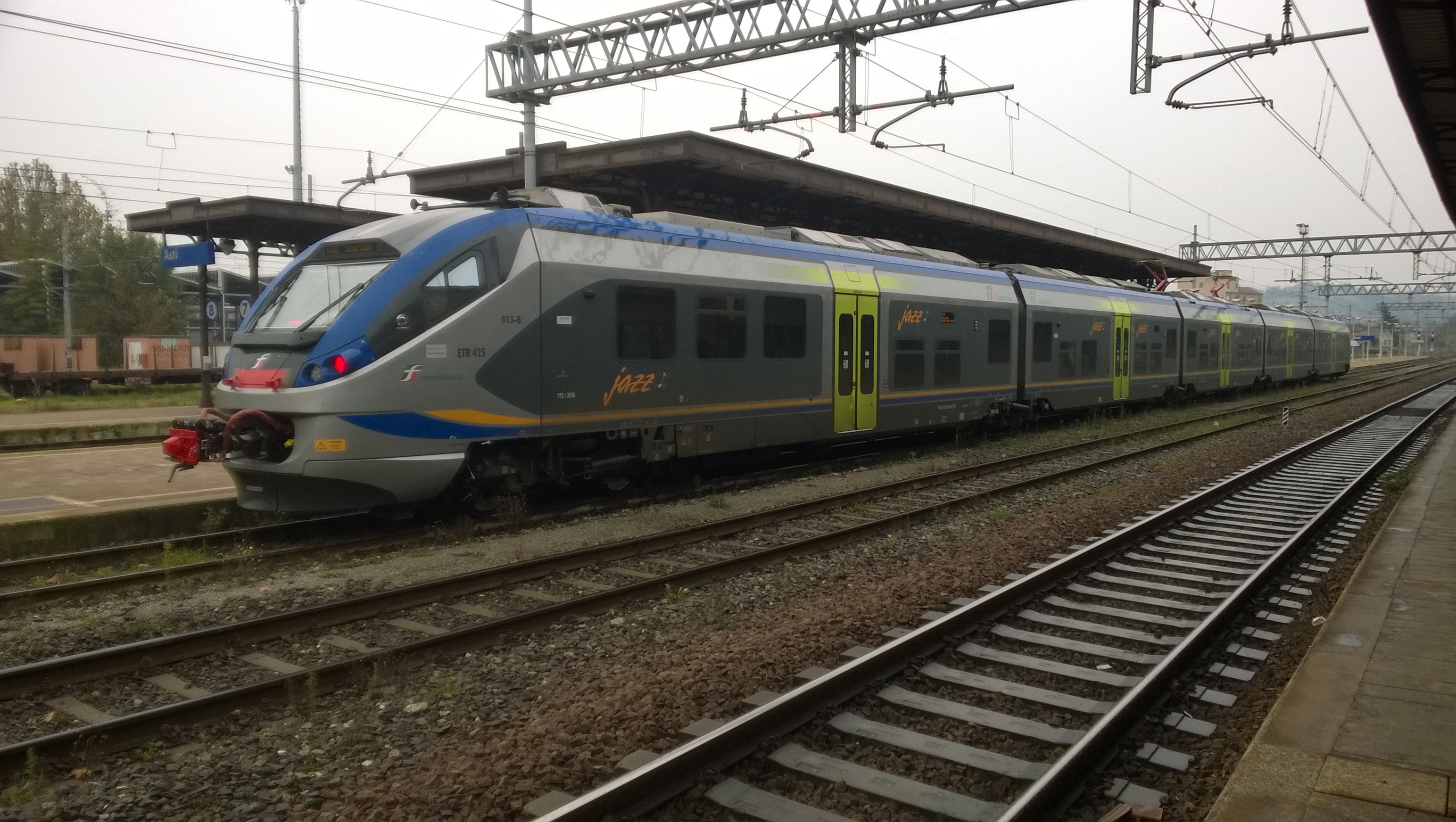
Coradia Meridian "Jazz"

### Coradia Nordic

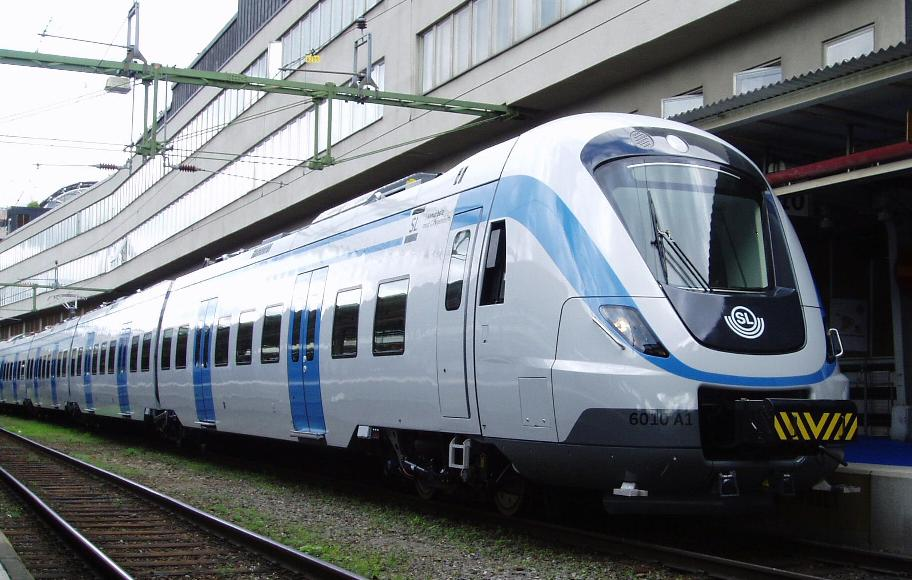
Un Coradia Nordic X60 della Storstockholms Lokaltrafik.

Il Coradia Nordic è basato sul Coradia Lirex ma a differenza di quest'ultimo è più largo in quanto sfrutta la generosa sagoma limite scandinava ed è stato concepito per affrontare i freddi inverni del Nord Europa. Anche nel Coradia Nordic il sistema di regolazione della trazione è collocato sul tetto.
Il Coradia Nordic è un elettrotreno a un piano progettato per essere impiegato in condizioni climatiche estreme, capace di accogliere più di 200 passeggeri.
Il Coradia Nordic è utilizzato da Storstockholms Lokaltrafik (designazione X60) per il servizio ferroviario suburbano di Stoccolma, in convogli da 6 carrozze. Altre due versioni simili alla X60 sono la X61 (da 4 carrozze) e la X62 (da 4 carrozze), quest'ultimo poiché è impiegato su connessioni interregionali ha un ristorante e una velocità massima di 180 km/h).
| SL  | Skånetrafiken | Norrtåg |
| X60 | X61           | X62     |

### Coradia Polyvalent

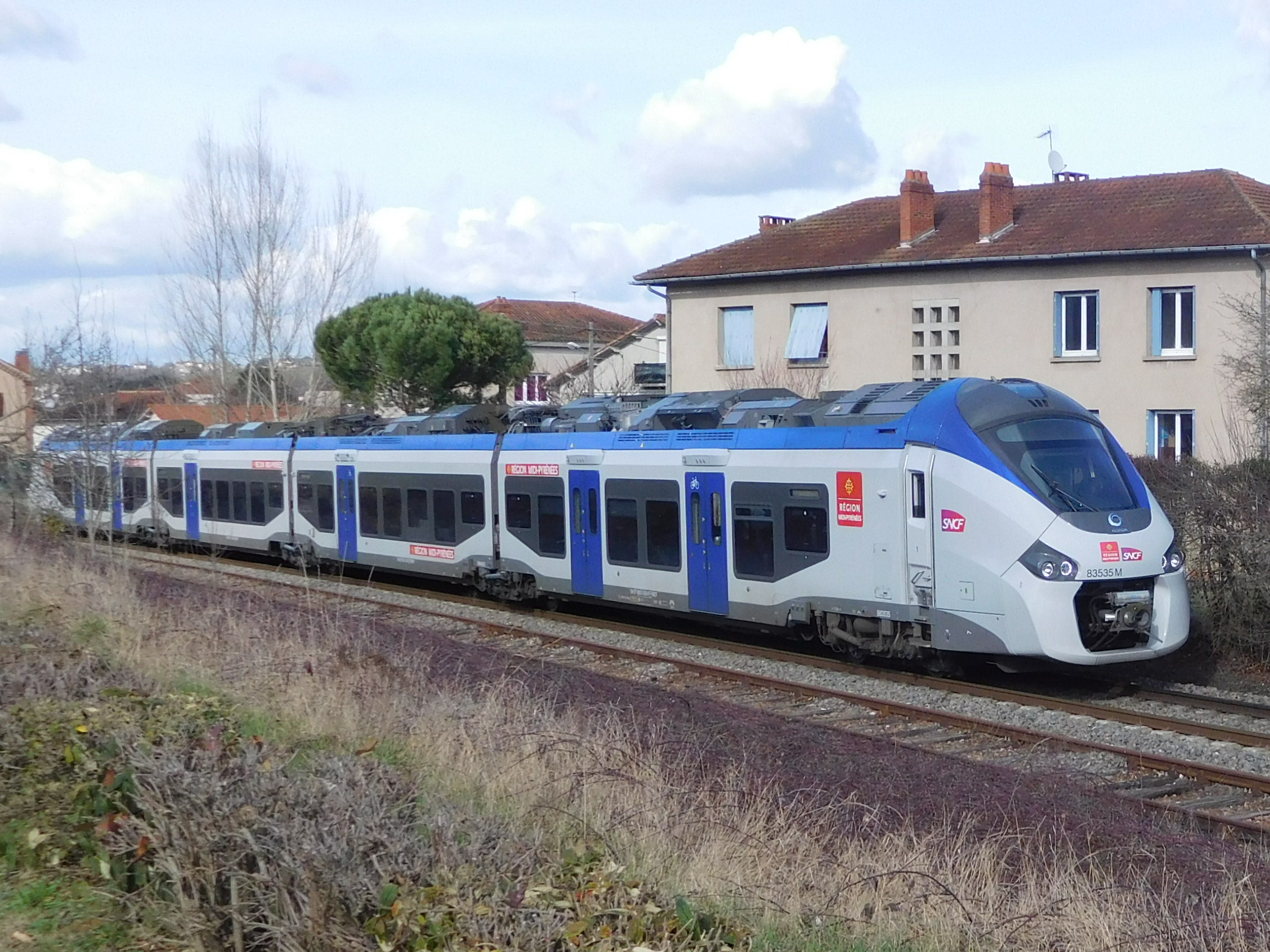
Il Coradia Polyvalent "Régiolis" francese.

Il Coradia Polyvalent – basato sul Coradia Lirex e denominato Régiolis dalla SNCF – è la risposta di Alstom al progetto di «Porteur Polyvalent» (mezzo di trasporto polivalente), il cui capitolato d'appalto era stato definito, a partire dal 2006, congiuntamente dalla SNCF e dai Consigli regionali francesi, al fine di continuare la modernizzazione del parco dei treni regionali francesi e accompagnare l'aumento previsto della frequentazione dei TER nel corso del periodo tra il 2013 e l'inizio degli anni 2020. Il Régiolis è disponibile con la composizione a tre, quattro o sei carrozze ed è declinato in motorizzazione elettrica o bimodale (ma non solo termica). La regione Occitania prevede di prendere 3 Régiolis a idrogeno entro il 2021 o il 2022.
Il Coradia Polyvalent, prodotto à Reichshoffen in Alsazia, è stato venduto in Francia, Algeria e Senegal. Le prime consegne sono avvenute nel 2014.
| SNCF    | SNTF   | SEE TER |
| B 83500 | ZZe-01 | B 83500 |
| B 84500 |        |         |
| B 85900 |        |         |
| Z 31500 |        |         |
| Z 51500 |        |         |
| Z 54500 |        |         |
| Z 54900 |        |         |

### Coradia Stream

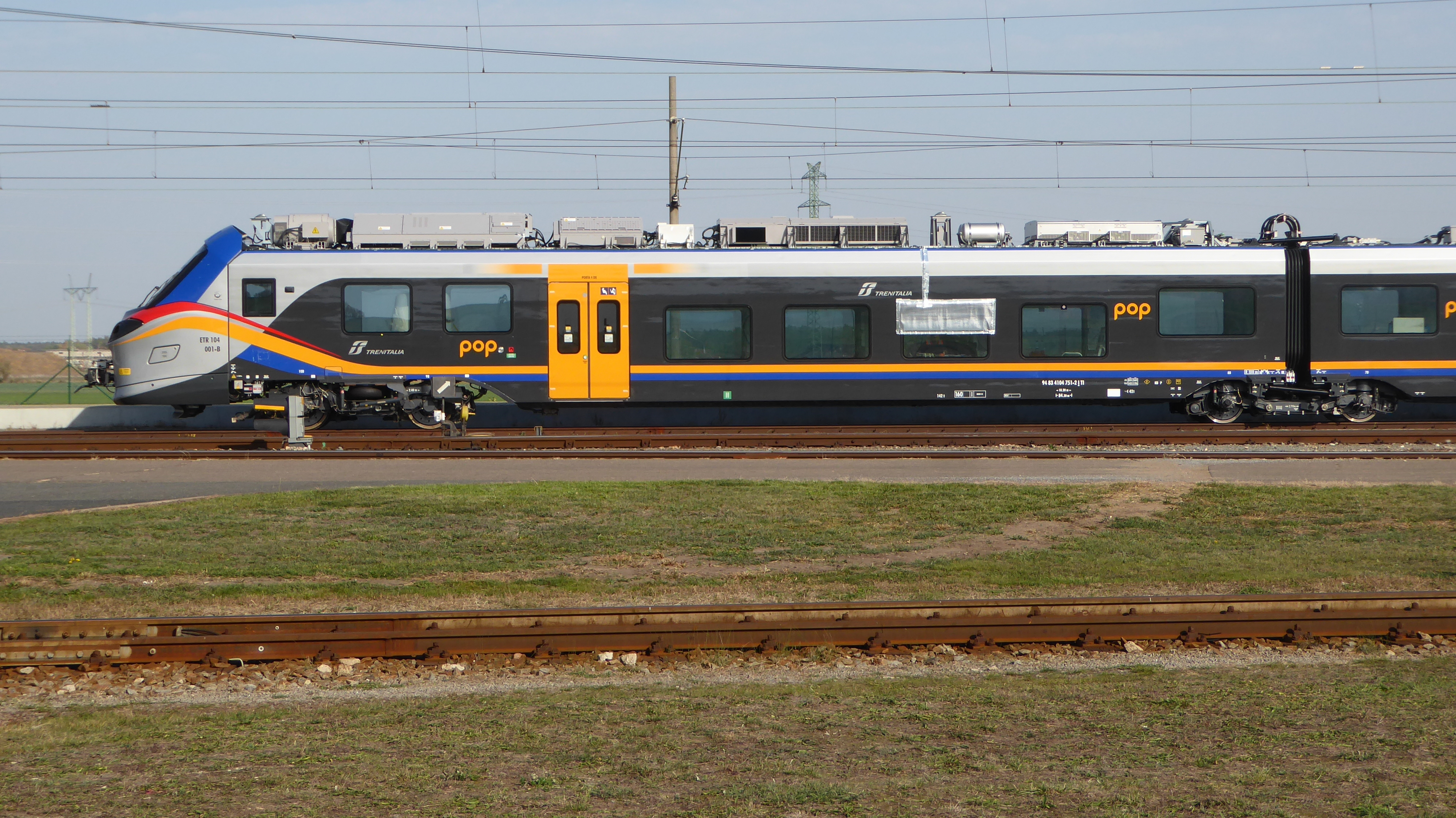
Il Coradia Stream "Pop" di Trenitalia.

Il Coradia Stream è un elettrotreno destinato a connessioni regionali e interregionali. I due primi clienti – Trenitalia e NS – hanno ricevuto i loro primi treni rispettivamente nel 2019 e nel 2021. Il Coradia Stream è denominato Pop da Trenitalia (che ha ordinato, in più lotti, 150 treni), Trenitalia Tper e Ferrovie del Sud Est (che ha ordinato 11 treni con eventuale opzione per ulteriori 3-4 treni), Donizetti da Trenord e ICNG (Intercity Nieuwe Generatie) da NS (che ha ordinato 81 treni); la NS ha scelto la versione intercity da 200 km/h. Tra gli clienti che hanno scelto il Coradia Stream è CFL, che ha ricevuto 34 treni tra il 2021 e il 2024 e CFR Călători che riceverà 30 Treni tra il 2023 e il 2025 per i Servizi InterRegio (IR). Nel corso di settembre-ottobre 2024 anche Ferrovie del Sud Est riceve i suoi primi Alstom Coradia che, come Trenitalia, in quanto completamente identici a quelli dell'impresa appena citata, sono denominati Pop.
Alla fine del 2024 è prevista l'entrata in servizio 6 treni Coradia Stream alimentati completamente a idrogeno per Trenord, da utilizzarsi nella linea afferente il lago di Iseo. Inoltre sono in produzione due prototipi sempre a idrogeno per Ferrovie del Sud Est da utilizzare in Puglia sulle linee non elettrificate in Salento. Questi treni avranno come unica emissione nell'atmosfera vapore acqueo, grazie alla reazione fra idrogeno e ossigeno, da questa reazione nasce il nome commerciale H2iseO. Tra il 2025 e il 2026 è inoltre prevista l'entrata in servizio di 21 ETR 160 multisistema per STA, versione a 6 casse atta a circolare sulla Ferrovia Merano-Malles, in Italia e in Austria per il collegamento transfrontaliero, e 22 ETR 108 per Trenitalia, versione a 8 casse e 200 km/h.
| Trenitalia  | Trenord           | TUA     | TFT     | Trenitalia Tper | Ferrotramviaria | Ferrovie del Sud Est | FdG     | NS         | CFL              | CFR       | STA     |
| ETR 103 Pop | ETR 103 Donizetti |         |         | ETR 103 Pop     |                 |                      | ETR 103 |            |                  |           |         |
| ETR 104 Pop | ETR 104 Donizetti | ETR 104 | ETR 104 | ETR 104 Pop     | ETR 104         | ETR 104 Pop          |         |            |                  |           |         |
|             | ETR 204 Donizetti |         |         |                 |                 |                      |         |            |                  |           |         |
|             | HMU 214 H2iseO    |         |         |                 |                 |                      |         |            |                  |           |         |
| ETR 108     |                   |         |         |                 |                 |                      |         |            |                  |           |         |
|             |                   |         |         |                 |                 |                      |         | Série 3100 |                  |           |         |
|             |                   |         |         |                 |                 |                      |         | Série 3200 |                  |           |         |
|             |                   |         |         |                 |                 |                      |         | Série 3300 |                  |           |         |
|             |                   |         |         |                 |                 |                      |         |            | nome sconosciuto | ARF RE-IR |         |
|             |                   |         |         |                 |                 |                      |         |            |                  |           | ETR 160 |

### Coradia X3

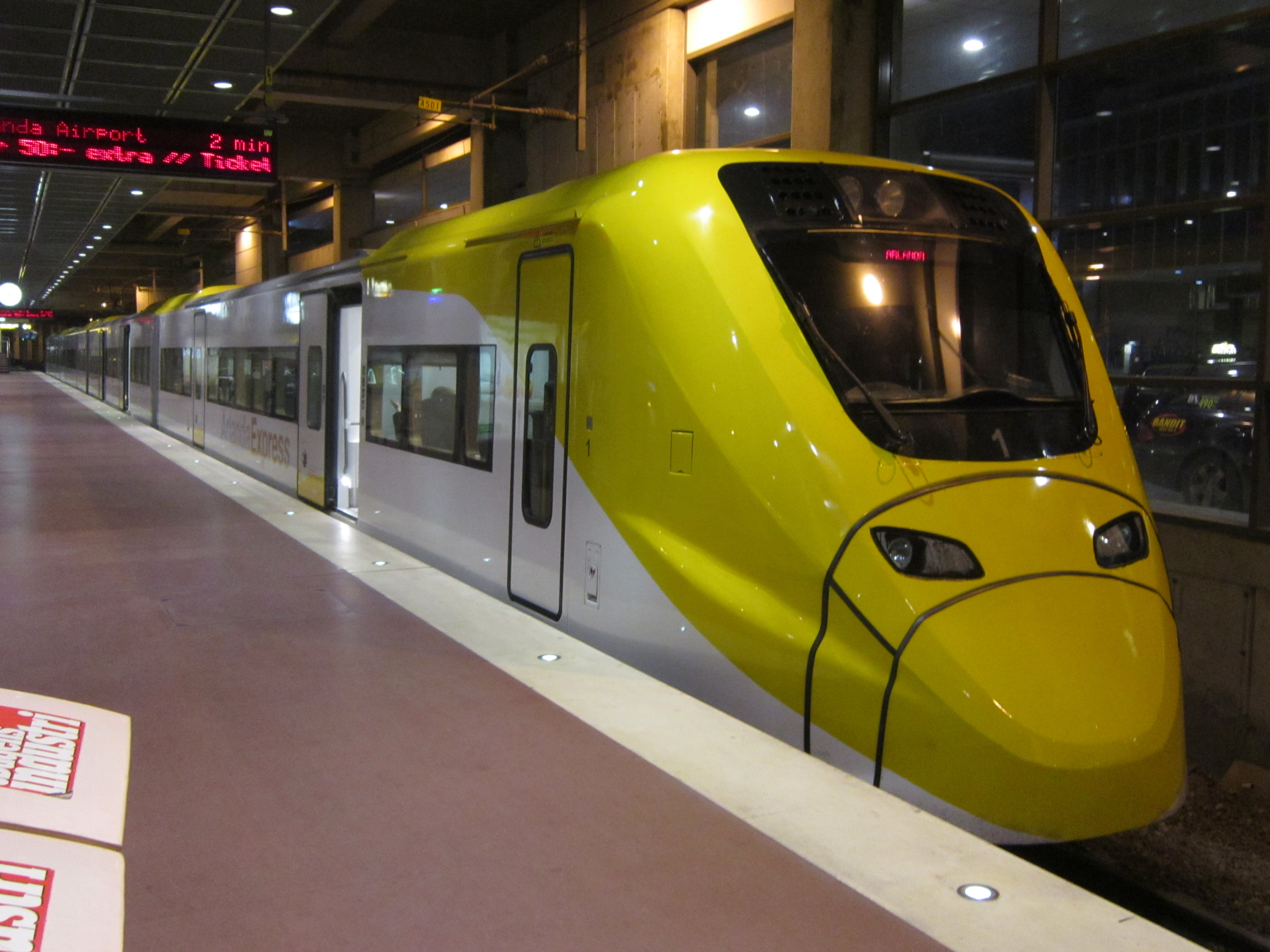
Il Coradia "X3" di Arlanda Express.

Il Coradia X3 è un elettrotreno costruito da Alstom a Birmingham per l'operatore svedese Arlanda Express tra il 1998 e il 1999 e impiegato sulla connessione rapida tra Stoccolma e l'aeroporto di Arlanda. Sono stati realizzati 7 treni da 4 carrozze e la velocità massima è di 200 km/h.
| Arlanda Express |
| X3              |